# Mutual UFO Network
 (août 2020).
Si vous disposez d'ouvrages ou d'articles de référence ou si vous connaissez des sites web de qualité traitant du thème abordé ici, merci de compléter l'article en donnant les références utiles à sa vérifiabilité et en les liant à la section « Notes et références ».
Le Mutual UFO Network (traduisible de l'anglais par réseau de partage sur les ovnis), en abrégé MUFON, est une organisation américaine à but non lucratif, qui enquête sur les cas d'observation  d'objets volants non identifiés (ovnis) qui lui sont signalés. C'est l'un des principaux et des plus anciens organismes d'enquête sur les ovnis aux États-Unis. 

## Origines
Le MUFON a pris la suite du Midwest UFO Network, créé le 30 mai 1969 par Walter H. Andrus, Allen Utke, John Schuessler et dont le siège se trouvait à Quincy (Illinois). La plupart des membres fondateurs du MUFON avaient précédemment fait partie de l'Aerial Phenomena Research Organization (en) (APRO).

## Objectifs
Le MUFON s'est donné pour mission l'étude scientifique des ovnis au profit de l'humanité par le moyen d'enquêtes, de recherches et de la sensibilisation du public. Avec le J. Allen Hynek Center for UFO Studies (CUFOS) et le Fund for UFO Research (en) (FUFOR), le MUFON fait partie de la UFO Research Coalition, une démarche collaborative des trois principales organisations ufologiques d'investigation aux États-Unis ; son but est de mettre en commun des moyens humains et matériels d'investigation ainsi que de financer et de promouvoir l'étude scientifique du phénomène ovni.

## Activités
L'organisation compte aujourd'hui plus de 3 000 membres dans le monde, la majorité d'entre eux aux États-Unis. Le MUFON dispose d'un réseau mondial de directeurs régionaux aptes à étudier sur le terrain les observations d'ovnis qui lui ont été signalées. Il organise chaque année un colloque international et publie le mensuel Mufon UFO Journal. L'organisation compte aujourd'hui plus de 800 enquêteurs de terrain ainsi que des équipes qui peuvent enquêter sur d'éventuels éléments de preuve d'engin extraterrestre. Le réseau forme des bénévoles aux techniques d'investigation, leur enseigne comment interroger des témoins et comment tirer des conclusions à partir des indices relevés. Les enquêteurs, qui sont bénévoles, sont soumis à un examen portant sur un manuel de 265 pages et à une vérification de leurs antécédents.

## Responsables
Le MUFON, dont le siège est en Californie, est dirigé par David MacDonald. Le MUFON est présent hors des États-Unis, notamment en France à travers le MUFON France -Belgique - Suisse dirigée par Janny Charrueau de juillet 2020 à mars 2022. Entre mars 2022 et Mars 2025 il a été dirigé par Jean-François JFO. Depuis Mars 2025 il est dirigé par Eric Barrouillet. En Allemagne par le Mutual UFO Network - Central European Society (MUFON-CES (de)).

## Source
- (en) Cet article est partiellement ou en totalité issu de l’article de Wikipédia en anglais intitulé « Mutual UFO Network » (voir la liste des auteurs).